# Темпе (Аризона)
Темпе (англ. Tempe) — місто (англ. city) в США, в окрузі Марікопа штату Аризона. Населення — 180 587 осіб (2020).

## Історія

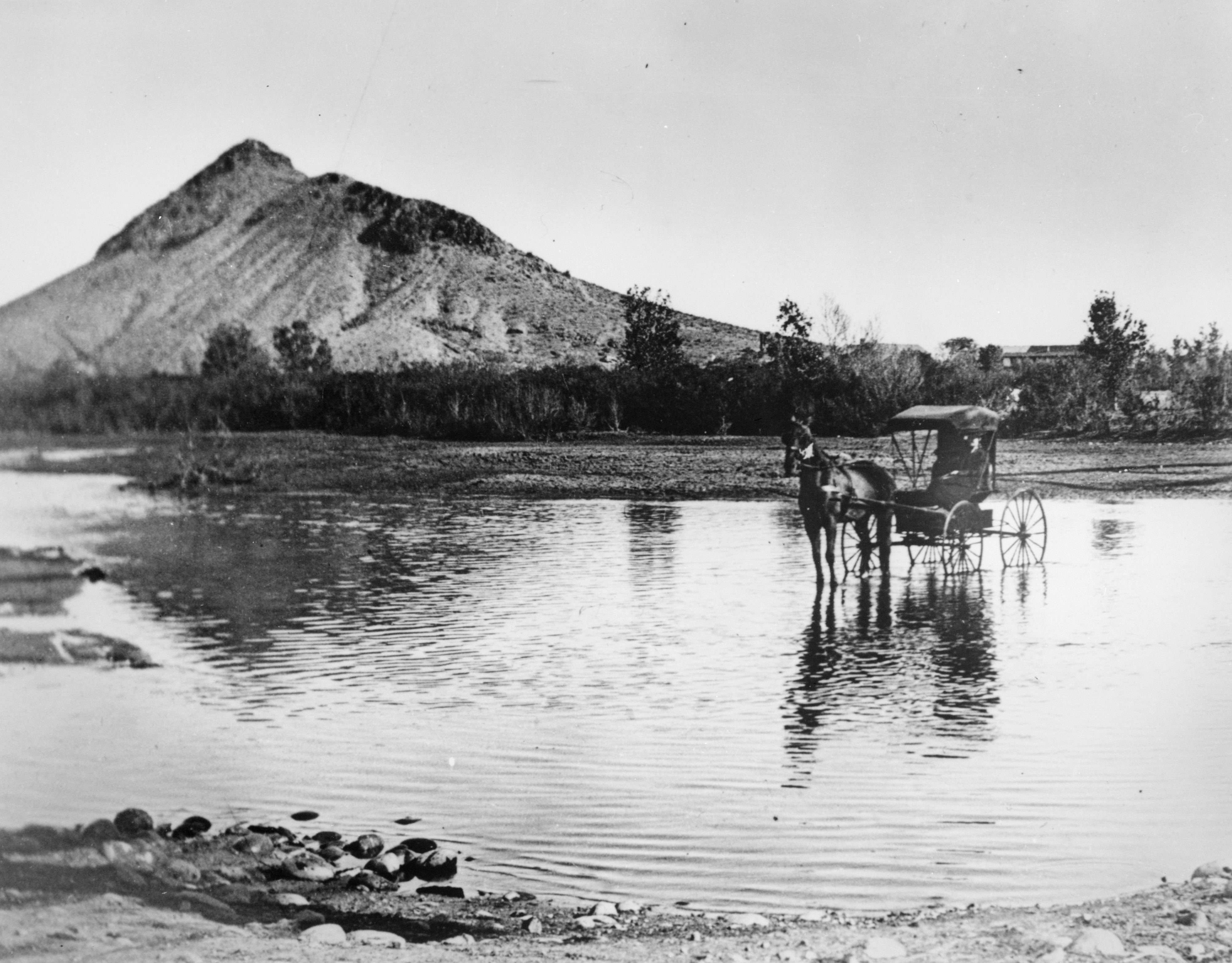
Темпе між у 1870-х роках

Після створення Форт-МакДавелл на східній околиці долини річки Солт в центральній Аризоні в 1865 році, заповзятливі фермери переїхали в те місце, що зараз розташувалося місто Темпе. Вони викопали зрошувальні канали залишені доісторичними людьми Хохокам. Ферми долини скоро почали постачати продуктами Аризонські військові частини та шахтарські міста.
Перші поселенці, що прийшли до області Темпе, були вихідцями з південної Аризони. У 1872 році деякі з цих мексиканських поселенців заснували місто під назвою Сан-Пабло на схід від пагорба Темпе. Інше поселення, відоме як Феррі-Хайден, було засноване на захід від пагорба Темпе. Обидва поселення швидко зростали та незабаром утворили одне співтовариство. Місто було названо Темпе в 1879 році. Філліп Даррелл Дуппа, англієць, який допоміг заснувати Фінікс запропонував назвати місто Темпе. Кургани, широкі річки й прилеглі простори зелених полів, нагадали йому про долину Темпе в Стародавній Греції.
У 1885 році Темпе обраний як майданчик для територіального педагогічного училища, яке готувало вчителів для шкіл Аризони.
Залізниця, побудована в 1887 році, перетнула річку Солт в Темпе та зв'язала місто зі зростаючою транспортною системою країни. Місто Темпе стало одним з найбільш важливих бізнес та транспортних центрів для навколишніх сільськогосподарських районів.
Після Другої світової війни, Темпе почало зростати швидкими темпами. Місто досягло своїх нинішніх кордонів 1974 року. Невеликий педагогічний коледж міста також виріс, і в 1958 році ця установа стала Університетом штату Аризона.

## Географія
Темпе розташоване за координатами 33°23′18″ пн. ш. 111°55′54″ зх. д. / 33.38833° пн. ш. 111.93167° зх. д. (33.388414, -111.931782). За даними Бюро перепису населення США у 2010 році місто мало площу 104,09 км², з яких 103,42 км² — суходіл та 0,68 км² — водойми.

### Клімат
Місто знаходиться у зоні, котра характеризується кліматом тропічних пустель. Найтепліший місяць — липень, із середньою температурою 31.8 °C (89.2 °F). Найхолодніший місяць — січень, із середньою температурою 10.3 °С (50.6 °F).
| Клімат Темпе            | Клімат Темпе | Клімат Темпе | Клімат Темпе | Клімат Темпе | Клімат Темпе | Клімат Темпе | Клімат Темпе | Клімат Темпе | Клімат Темпе | Клімат Темпе | Клімат Темпе | Клімат Темпе | Клімат Темпе |
| Показник                | Січ.         | Лют.         | Бер.         | Квіт.        | Трав.        | Черв.        | Лип.         | Серп.        | Вер.         | Жовт.        | Лист.        | Груд.        | Рік          |
| Абсолютний максимум, °C | 30,6         | 32,8         | 35,6         | 38,9         | 44,4         | 47,8         | 46,7         | 46,7         | 45,6         | 42,2         | 35           | 32,2         | 47,8         |
| Середній максимум, °C   | 18,5         | 20,9         | 23,8         | 28,5         | 33,5         | 38,5         | 40,1         | 38,9         | 36,9         | 31           | 23,8         | 19,4         | 29,5         |
| Середня температура, °C | 10,3         | 12,5         | 15,1         | 18,9         | 23,3         | 28           | 31,8         | 30,8         | 27,8         | 21,4         | 14,7         | 11,1         | 20,4         |
| Середній мінімум, °C    | 2,2          | 4,1          | 6,3          | 9,4          | 13,2         | 17,6         | 23,4         | 22,7         | 18,7         | 11,7         | 5,5          | 2,7          | 11,4         |
| Абсолютний мінімум, °C  | −9,4         | −6,1         | −4,4         | 0            | 2,2          | 7,2          | 13,9         | 11,7         | 7,2          | −1,7         | −3,9         | −6,7         | −9,4         |
| Норма опадів, мм        | 20           | 20           | 23           | 9            | 5            | 3            | 20           | 30           | 21           | 15           | 14           | 26           | 204          |
| Днів з опадами          | 4            | 4            | 4            | 2            | 1            | 1            | 4            | 5            | 3            | 3            | 2            | 4            | 37           |
| ----------------------- | ------------ | ------------ | ------------ | ------------ | ------------ | ------------ | ------------ | ------------ | ------------ | ------------ | ------------ | ------------ | ------------ |
| Джерело: Weatherbase    |              |              |              |              |              |              |              |              |              |              |              |              |              |

## Демографія
Згідно з переписом 2010 року, у місті мешкало 161 719 осіб у 66 000 домогосподарствах у складі 31 550 родин. Густота населення становила 1554 особи/км². Було 73462 помешкання (706/км²).
Расовий склад населення:
| - 72,6 % — білих - 5,9 % — чорних або афроамериканців - 5,7 % — азіатів - 2,9 % — корінних американців - 0,4 % — вихідців з тихоокеанських островів - 8,5 % — осіб інших рас |

До двох чи більше рас належало 3,9 %. Частка іспаномовних становила 21,1 % від усіх жителів.
За віковим діапазоном населення розподілялося наступним чином: 16,8 % — особи молодші 18 років, 74,8 % — особи у віці 18—64 років, 8,4 % — особи у віці 65 років й старше. Медіана віку мешканця становила 28,1 року. На 100 осіб жіночої статі у місті припадало 108,6 чоловіків; на 100 жінок у віці від 18 років та старших — 109,6 чоловіків, також старших 18 років.
Середній дохід на одне домашнє господарство становив 65 301 долар США (медіана — 49 012), а середній дохід на одну сім'ю — 83 011 долар (медіана — 63 682). Медіана доходів становила 42 321 долар для чоловіків та 37 062 долари для жінок. За межею бідності перебувало 21,6 % осіб, у тому числі 25,2 % дітей у віці до 18 років та 7,2 % осіб у віці 65 років й старше.
Цивільне працевлаштоване населення становило 93 099 осіб. Основні галузі зайнятості: освіта, охорона здоров'я та соціальна допомога — 23,4 %, мистецтво, розваги та відпочинок — 15,4 %, науковці, спеціалісти, менеджери — 14,6 %.

## Транспорт
З 2008 року Темпе з Фініксом та Меса поєднує лінія швидкісного трамваю. Також в місті працює звичайна трамвайна лінія, відкрита у травні 2022 році.

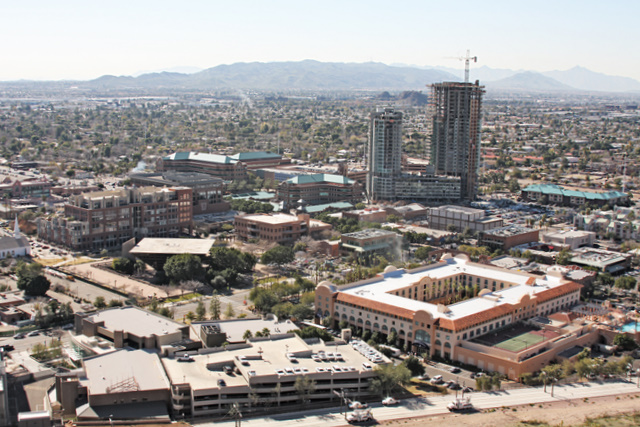
Центр міста
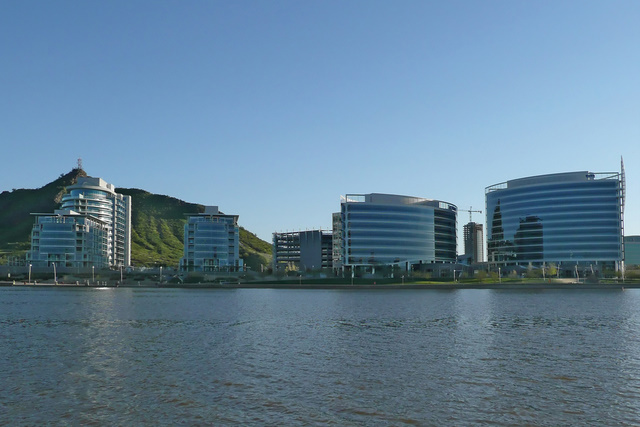
Hayden Ferry Development в центрі Темпе
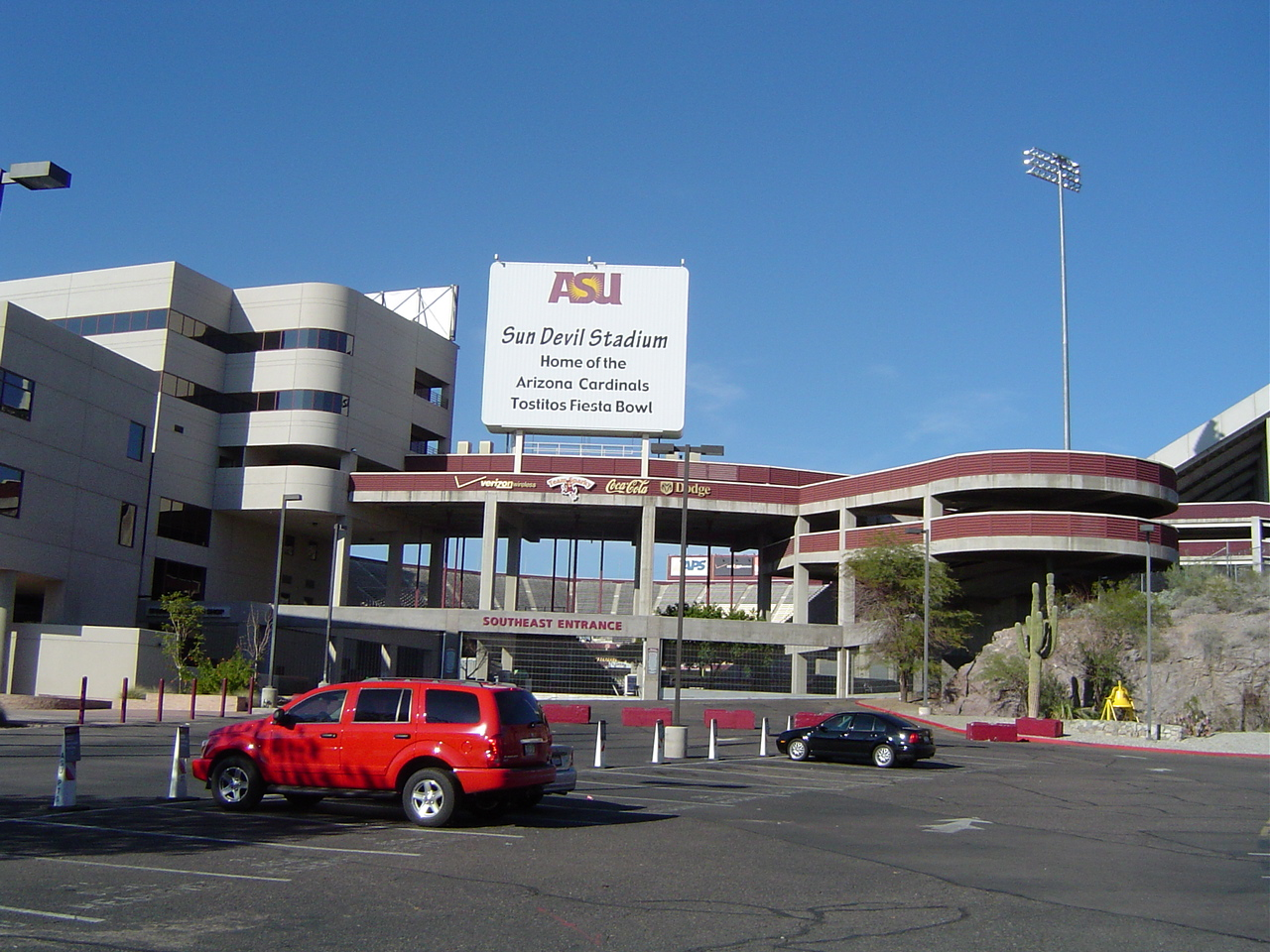
Стадіон «Сан-Девіл»